# Weddin Shire
Koordinaten: 33° 53′ S, 148° 5′ O

Weddin Shire ist ein lokales Verwaltungsgebiet (LGA) im australischen Bundesstaat New South Wales. Das Gebiet ist 3.414,857 km² groß und hat etwa 3.600 Einwohner.
Weddin liegt in der Region Central West des Staates etwa 360 km westlich der Metropole Sydney und 210 km nordwestlich der australischen Hauptstadt Canberra. Das Gebiet umfasst 13 Ortsteile und Ortschaften: Bimbi, Caragabal, Glenelg, Greenethorpe, Grenfell, Piney Range, Pinnacle und Pullabooka sowie Teile von Bribbaree, Bumbaldry, Quandialla, Warranderry und Wirrinya. Der Sitz des Shire Councils befindet sich in der Ortschaft Grenfell in der Osthälfte der LGA, wo etwa 2.000 Einwohner leben.

## Verwaltung
Der Weddin Shire Council hat neun Mitglieder, die von den Bewohnern der LGA gewählt werden. Weddin ist nicht in Bezirke untergliedert. Aus dem Kreis der Councillor rekrutiert sich auch der Mayor (Bürgermeister) des Councils.
Bis 2008 hatte der Council noch zehn Mitglieder, die aus fünf verschiedenen Wards kamen (je zwei aus den Wards A bis E). Diese fünf Bezirke waren unabhängig von den Ortschaften festgelegt. Bei einem Referendum in diesem Jahr sprachen sich die Bewohner für eine Auflösung der Unterteilung aus, die bei der Wahl 2012 in Kraft trat.